# Handelsbanken
O banco Handelsbanken - na realidade Svenska Handelsbanken - é um banco da Suécia.
Foi fundado em 1871 e tem a sua sede em Estocolmo.
É um dos bancos suecos que fazem parte do índice OMX-S30.

## Rede de Atendimento
Possui agências em 24 países, nomeadamente na Suécia, Dinamarca, Finlândia, Noruega, Holanda e Reino Unido, para além da Alemanha, Espanha, Estónia, Letónia e Lituânia.